# Politique de l'Union européenne
La politique de l'Union européenne (UE) se dessine distinctement des systèmes politiques nationaux. En tant que fusion supranationale d'États souverains, elle représente, à l'égard du domaine politique, une innovation historique étant à la fois intergouvernementale, supranationale et une démocratie parlementaire multipartiste. Le Tribunal constitutionnel fédéral allemand a, pour la désigner, utilisé le néologisme staatenverbund.
Dès la phase d’apparition du projet d'unification européenne, après la Seconde Guerre mondiale, les différentes conceptions, qui existent encore aujourd'hui, opposaient la notion d'un État issu de l'Union (les États-Unis d'Europe au sens de Winston Churchill) tandis que l'autre conception consistait plus en une confédération (l'Europe des patries au sens de de Gaulle). Dans cette contradiction s'est formée la structure institutionnelle actuelle, sur la base de compromis établis entre les États membres.
Les institutions politiques les plus importantes sur le niveau européen sont la Commission européenne, le Conseil de l'Union européenne (aussi appelée le « Conseil des ministres »), le Parlement européen, la Cour de justice de l'Union européenne et le Conseil européen. La Commission est un organe indépendant qui est obligé d'œuvrer dans l'intérêt de toute l'Union et détient essentiellement le pouvoir exécutif. Le législatif est principalement détenu par le Conseil dans lequel des ministres des États membres sont rassemblés et représentent les intérêts de leurs gouvernements respectifs ; et par le Parlement européen qui est élu directement depuis 1979 et représente donc la population européenne. La jurisprudence à l'UE provient de la Cour de justice de l'Union européenne qui est politiquement indépendante. Enfin, le Conseil européen dans lequel, depuis 1969, les chefs d'État et de gouvernement des États membres se rencontrent lors de sommets réguliers – institués formellement depuis 1993 – et fixent et décident les lignes directrices de la politique de l'UE.

## Positionnement de l'Union européenne en droit international
Actuellement, l'Union européenne se base sur deux traités : le traité sur le fonctionnement de l'Union européenne qui a été ratifié en 1957 à Rome en tant que « traité CE » et qui a été modifié en 1992, et le traité sur l'Union européenne qui a été conclu en 1992 à Maastricht. Parallèlement le traité Euratom pour la création de la communauté européenne de l'énergie atomique a également été conclu en 1957 à Rome. Depuis le traité de fusion en 1965, les exécutifs de ces communautés ont été fusionnées. Pour modifier les traités, les États membres doivent en conclure de nouveaux tels le traité d'Amsterdam en 1997 ou encore le  traité de Nice qui a modifié les deux traités fondateurs de l'UE en 2001. Puis, dans le cadre du traité de Lisbonne qui est entré en vigueur le 1er décembre 2009, les organes de l'UE ont subi d'autres modifications dont le but est avant tout la protection et l'amélioration de la capacité politique de l'Union et l'élargissement de ses structures démocratiques.
Les États membres sont convenus, par l'intermédiaire de traités internationaux, la création et la transmission de certains éléments de leur souveraineté déterminés ainsi que les compétences de législation à l'UE. Ces traités sont désignés sous le nom de « droit primaire » européen. La notion de « droit dérivé » désigne quant à elle le droit issu de l'UE et qui est donc originaire des compétences déléguées à l'Union par les États membres. Depuis l'entrée en vigueur du traité de Lisbonne le 1er décembre 2009, l'Union européenne possède, selon l'article 47 du traité sur l'Union européenne, la personnalité juridique. Par conséquent, elle peut conclure elle-même des traités avec d'autres États et être membre d'organisations internationales. Avant le traité de Lisbonne, seule la communauté européenne, premier pilier de l'Union, possédait la personnalité juridique.
L’Union européenne ne correspond, en ce qui concerne la distribution de ces compétences entre l’Union et les États membres, ni à une confédération ni à une fédération (et donc elle ne peut pas être associé à un État fédéral). Ainsi l'Union, contrairement à une confédération, possède dans certains domaines politiques de véritables droits souverains. Parmi ces domaines se trouve le marché intérieur ou le droit pour lesquels les États de l'Union ont transmis, grâce aux traités, des compétences partielles ou complètes à l'UE qui agit dans ces domaines en tant qu'institution supranationale. Pour souligner l'importance particulière de ces traités fondateurs de l'UE, la notion de « droit constitutionnel européen » est parfois utilisée. Cependant, chaque État membre a la possibilité de sortir de l'Union, et reste souverain sur ce point.
Cependant, contrairement aux autres États fédéraux, l'Union européenne ne peut pas redistribuer elle-même les responsabilités au sein de son système politique. Elle détient uniquement les compétences qui résultent de la délégation explicite et contractuelle de droits souverains par les États membres ; ces derniers conservent le pouvoir de définir la répartition des responsabilités dans l'Union. C'est la raison pour laquelle l'UE, bien qu'elle remplisse des fonctions étatiques, ne peut pas être considéré comme tel. Elle n'est pas un sujet de droit international original mais dérivé. C'est en raison de ce statut particulier de l'UE, et pour éviter une définition juridique claire, que le Tribunal constitutionnel fédéral allemand, dans un jugement concernant le traité de Maastricht (entré en vigueur en 1993), s'est basé sur le terme allemand de Staatenbund pour forger le terme de Staatenverbund – désignant une Union d'États, une confédération – qui a été créé par Paul Kirchhof, rapporteur de cette décision, pour un article daté de l'année précédente pour le Handbuch des Staatsrechts.

## Évolution

### Trois piliers (1992-2009)
Les traités fondateurs de l'Union européenne prévoyaient des procédés de prise de décision différents en fonction du domaine politique en question. Ainsi certaines procédures étaient prises de façon intergouvernementale, c'est-à-dire que les gouvernements des États membres devaient se rencontrer et prendre à l'unanimité toutes les décisions. Ces domaines étaient la politique étrangère et de sécurité commune (PESC) et la coopération policière et judiciaire en matière pénale (CPJP) provenaient du traité sur l'UE. Dans d'autres domaines au contraire, le principe de supranationalité s'appliquaient : les États membres votaient en suivant le principe de la majorité et, dans ce cas, le Parlement européen disposaient de véritables droits de codécision.
En raison de cette division en trois parties à la CEE, PESC et la CPJP, on parle aussi du modèle en trois piliers de l'UE. Il a été introduit en 1992 par le traité de Maastricht. Avant il n'existait que la CEE ; la PESC et la CPJP étaient laissés sous l'autorité souveraine des États.

#### Communautés européennes
Les communautés européennes sont les organisations supranationales ; elles se composaient de la communauté européenne (ex-CEE) ainsi que de la communauté européenne de l'énergie atomique (Euratom). Jusqu'en 2002, date à laquelle elle a cessé d'exister, la communauté européenne du charbon et de l'acier (CECA) faisait aussi partie des communautés.
Avant l'entrée en vigueur du traité de Lisbonne et la fin du système en pilier, ce sont les communautés européennes qui détenaient la personnalité juridique à la place de l'Union. Ainsi elles pouvaient conclure des traités dans le cadre de leurs compétences.

#### Politique étrangère et de sécurité commune
La politique étrangère et de sécurité commune de l'Union européenne représente le deuxième pilier de l'UE. Il s'agit d'une collaboration intergouvernementale.

#### Coopération policière et judiciaire en matière pénale
La coopération policière et judiciaire en matière pénale servait à la prévention et la lutte contre la criminalité. Parmi ses institutions se trouvent l'Europol et l'Eurojust qui servent à la coordination entre les États membres. Dans le cadre de la CPJP, les gouvernements de l'UE devaient prendre les décisions à l'unanimité.

### Compétences (depuis 2009)
Selon le principe d'attribution des compétences (art. 5 TUE): l'UE ne peut agir législativement que dans les domaines de politique qui sont clairement désignés dans les traités fondateurs. En outre, les traités donnent pour chaque domaine pris séparément - mais formulé de façon générale - des buts vers lesquels doivent tendre les mesures prises par l'UE. Toutes les compétences qui ne sont pas explicitement transmises par les traités à l'Union restent du domaine de l'État membre.
Les compétences de l'UE peuvent se distinguer en fonction des « missions » à atteindre (Art. 2 Traité FUE). En cela les compétences sont subdivisés en trois : 
- en ce qui concerne les compétences exclusives de l'UE, les États membres ne peuvent agir que si l'UE leur en donne l'autorisation
- pour les compétences partagées, les États membres peuvent légiférer tant que l'UE ne l'a pas fait de son côté. De nombreuses compétences - dites partagées - sous le traité de Lisbonne, étaient, avant son entrée en vigueur, du champ d'action exclusif des États membres. Parmi ces compétences se trouvent l’espace de liberté, de sécurité et de justice (dont l’immigration et le droit d’asile), la coopération judiciaire et pénale, et la politique de l’énergie, des transports et de l’espace.
- dans le domaine des compétences de coordination l'UE ne peut que compléter les mesures prises par les États membres et les coordonner. Contrairement aux compétences partagées l'UE ne peut ici décider une harmonisation des juridictions nationales, les États membres gardent leur plein droit de légiférer. Les compétences de coordination s'ouvrent elle aussi à de nouveaux domaines.

Le traité prévoit la possibilité de re-déléguer les compétences aux États, mais aussi d'accroitre les pouvoirs de l'Union.
En dehors de ces trois compétences, il y a certains domaines dans lesquels l'UE possède des compétences particulières. Parmi ces domaines se trouvent l'économie, la politique de l'emploi et la politique sociale, dans lesquels l'UE peut devenir active en coordonnant ou établissant des lignes directrices partiellement obligatoires (Art. 5 Traité FUE). D'autre part, l'UE peut devenir actrice dans le cadre de la politique extérieure et de sécurité commune et les États membres collaborent avec celle-ci « dans un esprit de loyauté et de solidarité mutuelle et respectent l'action de l'Union dans ce domaine » sans que les traités n'entreprennent une délimitation claire des compétences en la matière (art. 24).
Toutes les mesures de l'UE sont en outre considérées selon les principes de subsidiarité et de relativité (Art. 5 Traité FUE). D'après le principe de subsidiarité, les décisions politiques prises doivent s'appliquer autant que possible sur les niveaux inférieurs, donc sur les organes de décision nationaux, régionaux ou locaux des États membres de l'UE. Ainsi, l'Union européenne doit devenir active seulement si les niveaux de décision inférieures ne sont pas en mesure de résoudre des problèmes indépendamment et raisonnablement. Le principe de relativité témoigne qu'une mesure de l'UE ne peut pas passer si elle n'est pas nécessaire aux buts formulés dans les traités.

#### Structure
| Compétences exclusives Article 3 du TFUE Seule l'Union peut légiférer et adopter des actes juridiquement contraignants, les États membres ne pouvant le faire par eux-mêmes que s'ils sont habilités par l'Union, ou pour mettre en œuvre les actes de l'Union. - Union douanière - Règles de concurrence intracommunautaires - Union économique et monétaire - Développement durable (conservation des ressources biologiques en mer et sur terre) - Commerce extracommunautaire - Conclusion de certains accords internationaux | Compétences partagées Article 4 du TFUE L'Union et les États membres peuvent légiférer et adopter des actes juridiquement contraignants dans ces domaines. Les États membres exercent leur compétence dans la mesure où l'Union n'a pas exercé la sienne. Les États membres exercent à nouveau leur compétence dans la mesure où l'Union a décidé de cesser d'exercer la sienne. - Marché commun - Politique sociale (limitée aux aspects définis dans le TFUE) - Politique régionale (cohésion économique, sociale et territoriale) - Politique agricole et halieutique - Politique de recherche et d'innovation (en) - Politique énergétique - Politique environnementale - Protection des consommateurs - Politique des transports - Réseaux transeuropéens - Espace de liberté, de sécurité et de justice - Coopération au développement et aide humanitaire - Enjeux communs de sécurité en matière de santé publique | Compétences de coordination Article 6 du TFUE L'Union dispose d'une compétence pour mener des actions pour appuyer, coordonner ou compléter l'action des États membres. - Politique culturelle - Politique industrielle - Politique touristique - Politique d'éducation, de formation et de la jeunesse (en) - Protection et amélioration de la santé - Protection civile - Coopération administrative |

## Répartition des pouvoirs
Outre le fait que les pouvoirs évoluent dans le temps, - l'intégration européenne étant un processus -, les pouvoirs des institutions européennes doivent être perçus selon une lecture dynamique et pragmatique. En effet, le pouvoir de jure (de plein droit) ne signifie pas que de facto l'institution ne pourra pas avoir de pouvoirs. 
Par exemple, le Parlement européen a longtemps pallié son absence de pouvoir (comme en matière de défense) via ses pouvoirs dans le domaine du budget.   

### Pouvoir législatif de l'Union européenne
En dehors des compétences et des domaines auxquels ils s'appliquent, les traités constitutifs de l'UE prévoient des procédés de prises de décisions différents en fonction de la matière en question. Ainsi certaines matières politiques sont considérées sous l'angle intergouvernemental, en cela les gouvernements des États membres doivent prendre des décisions à l'unanimité. Ce type de prises de décision concerne notamment la politique extérieure et de sécurité commune, la sécurité nationale ainsi que la politique sociale. Cependant le processus législatif, détenu conjointement par le Parlement européen et le Conseil de l'Union européenne, repose sur le principe de la majorité (Art. 294 Traité FUE).
Les rôles respectifs du Parlement et du Conseil de l'UE, en tant que législateur, se rapproche du bicamérisme rencontré au niveau de chaque État. Ceci peut être rapproché des systèmes fédéraux organisés et notamment à l'organisation de la République fédérale d'Allemagne. Ainsi le Parlement européen peut être comparé au Bundestag allemand. Il représente tous les citoyens de l'Union. Les élections des députés européens ont lieu au suffrage universel direct depuis 1979. Elles ont lieu simultanément dans toute l'Europe, mais les listes de candidats présentées se font par États membres. De plus la répartition des sièges se fait en fonction de la population. Le Conseil de l'UE, quant à lui, est l'organe de représentation des gouvernements de tous les États membres, à l'instar du Bundesrat qui est composé de représentants du gouvernement des Länder. Cependant le poids des chambres diffère que l'on considère l'échelon allemand et l'échelon européen. Ainsi, alors qu'en Allemagne le Bundestag peut adopter des lois en n'étant que partiellement dépendant de l'aval du Bundesrat, le Parlement européen ne peut en aucun cas publier de lois sans la participation du Conseil.
Cependant, à l'opposé du modèle allemand, ni le Parlement européen ni le Conseil de l'UE ne disposent de l'initiative législative. Au niveau de l'UE elle est détenue par la Commission européenne bien qu'il existe quelques exceptions. Ainsi un groupe d'États membres ou l'un des organes de l'Union européenne peut saisir la Commission. Elle peut aussi l'être par le Parlement ou le Conseil afin d'élaborer un projet de loi pour un domaine déterminé. Celle-ci répond le plus souvent positivement à de telle saisine. Après que la Commission a lancé le processus législatif, elle n'a plus d'influence directe, contrairement au Parlement et au Conseil, sur le projet de loi.

#### Procédure législative
La procédure législative au sein de l'Union européenne diffère en fonction des cas. La plus courante est la procédure dite de la codécision qui est devenu, avec l'entrée en vigueur du traité de Lisbonne, la procédure législative ordinaire (art. 251 Traité FUE) et s'applique à 50 nouveaux domaines. Dans les autres cas, les décisions seront prises suivant la procédure législative spéciale.
La procédure de codécision place le Parlement européen et le Conseil au même niveau. Elle se déroule comme suit :
- dans un premier temps une proposition législative est adopté par la Commission après consultation des services internes (tels les Comités) et externes (livre vert, etc.). Après l'adoption, la proposition est soumise au Parlement et au Conseil.
- la proposition est alors étudiée séparément par le Parlement et le Conseil. Le Conseil analyse la proposition au sein, d'une part, de ses groupes de travail (dont son membre les hauts fonctionnaires des ministères concernés de chaque État membre), et d'autre part au sein du Coreper. Au Parlement la proposition est étudié par les 20 comités puis un rapport est soumis à l'approbation du Parlement alors réunis en séance plénière. Le vote s'y fait à la majorité simple. Le Parlement soumet ensuite son avis au Conseil qui, s'il n'est pas d'accord, adopte une « position commune » (à la majorité qualifiée ou à l'unanimité suivant les cas) qui est renvoyé au Parlement. Là encore le Parlement peut demander la modification de la position du Conseil. Si ce dernier rejette cette demande, un comité de conciliation, composé de membres de ces deux institutions, tente de mettre en place une version sur laquelle ils s'accordent.
- la proposition est ensuite adoptée, en des termes identiques, par le Conseil et le Parlement. Elle ne devient une loi qu'après sa publication au Journal officiel de l'Union européenne. Cependant si le Parlement ou le Conseil venaient à rejeter la proposition le processus prendrait fin[Note 4].

Les autres procédures, avant l'entrée en vigueur de traité de Lisbonne, étaient les suivantes. Elles sont maintenant regroupées sous l'unique terme de procédure législative spéciale :
- la procédure de coopération : elle ne s'applique que dans le domaine de la politique économique et monétaire.
- la procédure de l'avis conforme : le Conseil doit obtenir l'approbation du Parlement avant de prendre sa décision. Cependant le Parlement n'a les possibilités que de rejeter ou accepter les propositions dans leur ensemble. Il ne peut donc pas les modifier. Cette procédure est utilisée pour certains accords complexes (adhésion d'un nouvel État, ou association avec des pays tiers).
- la procédure de consultation (ou avis simple) : le Parlement peut amender une proposition de la Commission mais le Conseil n'est pas tenu de les accepter. Cette procédure est utilisée pour les décisions concernant l'agriculture, la fiscalité indirecte et le droit de la concurrence.

#### Institutions impliquées

Schéma illustratif des interactions et du fonctionnement des institutions européennes.

##### Rôle de la Commission européenne
La Commission occupe une place importante dans le processus législatif puisqu'elle seule détient l'initiative législative. Cependant, en vertu l'article 293 paragraphe 1 du Traité FUE le Conseil peut publier des dossiers juridiques qui s'écartent des propositions de la Commission seulement s'ils ont été votés à l'unanimité. En cas de désaccord, une telle unanimité est difficile à obtenir ce qui rend les États membres dépendants de la collaboration avec la Commission. En effet, son influence s'étend aussi sur la phase des pourparlers du Conseil : ainsi, lorsqu'il y a désaccord entre les États membres, elle peut changer sa proposition en conséquence et encourager un compromis politique (Art. 293 paragraphe 2 .Traité FUE). Ceci est institutionnellement permis puisque la Commission est invitée aux conférences du Conseil (art. 5 paragraphe 2 du règlement intérieur du Conseil).

##### Rôle du Conseil de l'Union européenne
En ce qui concerne la réalisation des dossiers juridiques, la prise de décision revient toujours au Conseil de l'UE. En dehors de quelques matières législatives telles que la politique sociale où la décision devra se faire à l'unanimité, le procédé le plus souvent utilisé est celui de la majorité qualifiée. Le traité de Lisbonne défini celle-ci comme correspondant à : soit 55 % des États membres sont en accord, soit 65 % de la population de l'UE (au travers de leurs représentants).
Cependant, cette règle ne va entrer en vigueur de façon définitive qu'à partir de 2017. D'ici là le procédé en vigueur se base sur les voix réparties en fonction de la population de l'État membre, qui va de 3 à 29 voix.  Cette forme de différenciation ressemble à celle qui est présente dans le Bundesrat allemand, où chaque Land dispose d'un nombre déterminé de voix. Cependant, contrairement au Bundesrat ou seules les voix sont comptées, trois critères différents doivent être remplis pour que la majorité qualifiée soit atteinte au Conseil :
- la majorité des États membres doit être d'accord;
- les États membres étant d'accord doivent rassembler 255 des 345 voix;
- les États membres étant d'accord doivent représenter au moins 62 % de la population de l'UE.

##### Rôle du Parlement européen
Le Parlement européen partage la fonction de législateur avec le Conseil et, en cela, il dispose des mêmes droits que le Conseil ce qui lui permet, s'il y a lieu, d'empêcher la prise de certaines décisions. Cependant, dans certains domaines politiques déterminés (notamment certains domaines de la politique sociale), le Parlement européen n'a aucun droit de codécision, mais doit seulement être consulté.
De même, pour d'autres décisions importantes, telles que la nomination d'une nouvelle Commission ou l'élargissement de l'Union par l'adhésion de nouveaux États, il est nécessaire que le Parlement donne son consentement. En outre le Parlement peut, conjointement avec le Conseil, fixer le budget de l'Union  - et donc par ce biais, trouver de nouveaux pouvoirs, non pas de jure mais de facto ; le Conseil ayant à charge les recettes tandis que le Parlement s'occupe des dépenses (art. 314 du Traité FUE).
Les décisions du Parlement sont habituellement prise à la majorité simple. Une majorité des deux tiers est nécessaire pour certaines décisions importantes notamment en cas de motion de censure à l'égard de la Commission. Cependant il existe un règlement particulier selon lequel, en cas de deuxième lecture - si la première lecture n'a pas permis d'unifier les points de vue - le Parlement doit voter à la majorité absolue de ses membres. Cela entraine, dans la pratique, des alliances puisqu'il est rare que tous les députés participent aux séances plénières.
En outre, le Parlement exerce son contrôle sur certains organes de l'UE. Il peut notamment demander la réunion de comités d'examen.

### Pouvoir exécutif de l'Union européenne
En ce qui concerne le pouvoir exécutif, l'entrelacs de compétence à l'UE se révèle là aussi compliqué. Certes, la Commission européenne a été créée spécialement pour disposer activement du pouvoir exécutif, mais la position et les compétences de cette Commission s'éloignent distinctement de celles des gouvernements nationaux.

#### Rôle de la Commission européenne
Les compétences d’exécution de la Commission ne lui appartiennent pas en propre : elles lui sont conférées par le Conseil européen. Cette délégation est la règle depuis l’Acte unique (amendement à l’article 145 TCE, actuel article 202) : le Conseil de l’Union ne peut exercer, directement, ses compétences d’exécution que dans des « cas spécifiques ». Elle peut « adopter des actes non législatifs de portée générale qui complètent ou modifient certains éléments non essentiels de l'acte législatif » (Art. 290-1 TFUE).
En pratique, la Commission européenne utilise le pouvoir exécutif en ayant recours à son système administratif et à plusieurs agences. En outre elle est aussi la « gardienne des traités » : elle surveille leurs applications et celle des lois européenne par les États membres et peut, en cas de violation d'un traité, porter le litige devant la Cour de justice de l'Union européenne.

##### Désignation de l'exécutif
Le président de la Commission européenne est choisi par le Parlement parmi un certain nombre de candidats proposé par le Conseil européen. Pour faire ce choix les membres du Conseil doivent prendre en compte le résultat des dernières élections européennes puisque le Parlement européen doit approuver le candidat retenu. Les autres membres de la Commission sont alors désignés par le Président « en raison de leur compétence générale et de leur engagement européen et parmi des personnalités offrant toutes garanties d’indépendance » (17-3 TUE), et non pour correspondre à la majorité parlementaire. De même, l'article 17-9 TUE ajoute que ces membres sont choisis en fonction « de leur engagement européen ».
Bien que choisit par le Conseil, la Commission et ses membres disposent d'une grande indépendance vis-à-vis de celui-ci puisqu'ils ne lui sont pas responsable devant lui. L'indépendance de la Commission vis-à-vis du Parlement est relative puisque, par une motion de censure, il peut la contraindre à la démission.
Le manque de représentation populaire dans la nomination de l'exécutif est fréquemment critiquée d'un point de vue démocratique.

#### Rôle du Conseil européen
Le Conseil européen est composé des chefs d'État et des chefs de gouvernement de tous les États membres ainsi que – bien qu'il soit sans droit de vote – du président de la Commission européenne. Il se rassemble tous les trois mois et forme en quelque sorte un pouvoir exécutif supplémentaire subordonné à la Commission. Selon le traité, il « donne à l'Union les impulsions nécessaires et en définit les orientations politiques générales » pour son développement. Lors de ces rencontres des pourparlers qui sont restés sans résultat sont abordés afin de trouver un compromis. Puisque le Conseil européen permet d'établir un consensus (donc à l'unanimité), ses réunions ont un caractère important pour la capacité d'agir de l'Union. S'il y a un blocage au niveau du Conseil européen, l'Union stagne politiquement. Les rencontres au sommet sont dirigées par le Président du Conseil européen qui est nommé pour un mandat de deux ans et demi.
De même, les organes internes des États membres chargés de transposer à leur niveau les directives, les décisions et autres lignes directrices de l'Union peuvent être considérées comme des expressions indirectes du pouvoir exécutif de l'UE dont la Commission européenne assure le contrôle.

### Autorité judiciaire de l'Union européenne
La jurisprudence provient, au niveau européen, de la Cour de justice de l'Union européenne. En tant qu'instance supérieure la Cour de justice européenne rend des décisions, officiellement seulement, en appel. Afin de la décharger, la Cour de justice est secondée par le Tribunal. Les juges et avocats généraux de la Cour et du Tribunal ont été, avant leur nomination, juristes et juges dans les États membres. Ils sont indépendants et sont en poste pendant 6 ans renouvelable.
Les Cours de justice s'occupent principalement de la mise en œuvre du droit européen. Elles s'occupent en plus des plaintes de la commission, de celles d'un État membre, ou encore de celle d'un citoyen de l'Union en ce qui concerne la violation du droit de l'Union. Elles peuvent aussi sanctionner en fonction de ce que les traités prévoient. De même elle peut avoir connaissance des plaintes des citoyens et des États membres contre la commission ou d'autres organes de l'UE en cas de dépassement de leurs compétences ou à cause d'une grave violation du droit de l'Union. De même la cour de justice peut être consultée par les cours nationales en ce qui concerne l'application du droit de l'Union (il s'agit d'une question préjudicielle). Dans ces décisions, la CJUE, interprète les traités ce qui permet de pousser l'intégration.

## Développement et problématique du système politique européen

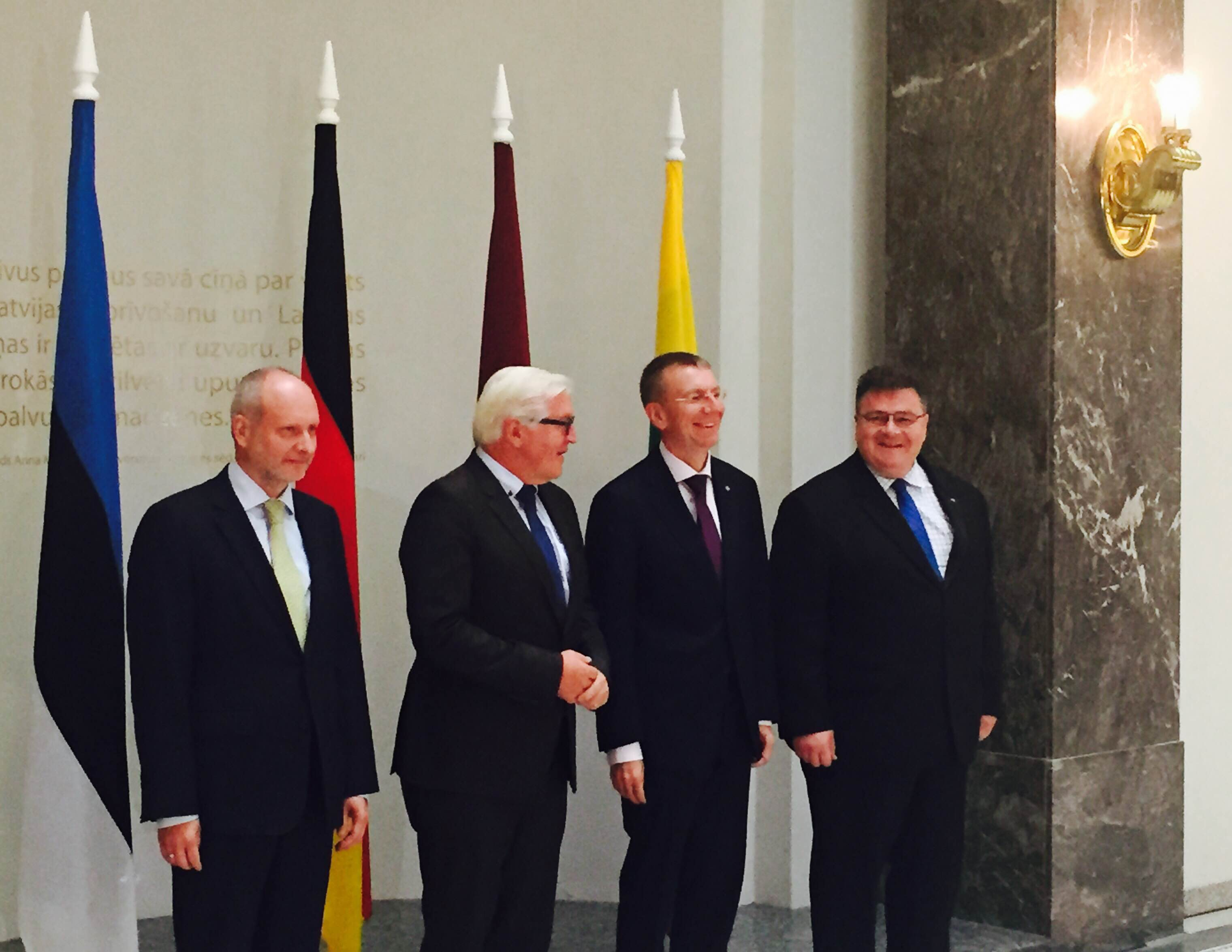
Matti Maasikas, Frank-Walter Steinmeier, Edgars Rinkēvičs et Linas Linkevičius lors de la réunion des ministres des Affaires étrangères de l'Allemagne et des États baltes en 2016.

### Équilibre entre inter-gouvernementalisme et supranationalité
Historiquement, le pouvoir politique était accaparé par les gouvernements de chaque État membre de l'UE. Certes, le droit d'initiative était détenu, pour les projets de loi de la Communauté européenne, par la Commission, mais celle-ci n'avait comme fonction que l'exécutif. Les décisions définitives revenaient au contraire au Conseil des ministres où le principe de l'unanimité était utilisé. Le Conseil déterminait la législation européenne et préparait le budget de la Communauté (les contributions des États membres, la redistribution, et les mesures d'aides régionales). De même la composition de la Commission et la désignation de son président se faisait sur l'initiative des gouvernements. Le Parlement européen n'avait au contraire que les fonctions de consultant.
Depuis 1986, au cours des élargissements successifs et des révisions des traités, l'équilibre changea entre les institutions européennes. Ainsi, alors que peu à peu l'UE reçu plus de compétences, le vote à la majorité fut introduit au Conseil des ministres dans plus de domaines politiques. Dans le même temps, la concentration du pouvoir politique fut graduellement repoussé du Conseil par une réévaluation successive des droits de collaboration du Parlement européen si bien que, dans les plus grands domaines politiques, le Conseil et le Parlement possèdent les mêmes droits législatifs. L'UE devait devenir plus proche des citoyens et plus démocratique du fait de ce renforcement du Parlement.
Cependant la Commission est nommée par le Conseil, le Parlement ne devant que confirmer les commissaires choisis, ce qui la distingue du pouvoir exécutif national ou le gouvernement est souvent choisi par le Parlement (dans le cas d'un régime parlementaire). De même, le droit d'initiative de la Commission diffère des habitudes existants au niveau national ou un tel droit est généralement détenu par le Parlement ou une des chambres de celui-ci. Ces éléments sont critiqués car il caractériserait un déficit démocratique de l'Union européenne.
À l'inverse, les partisans d'un fort rôle du Conseil attirent l'attention sur le fait les gouvernements des États membres sont le résultat d'élections démocratiques et qu'en vertu de ces élections, l'Union se base sur une logique démocratique. Le fait que le Parlement européen possède moins de droits que ses équivalents nationaux - qui représentent chacun la population de leur État membre respectif  - proviendrait du fait qu'historiquement, culturellement et politiquement il n'existe pas un seul peuple dans l'Union. La création, en 1992, de la citoyenneté européenne permit de servir de lien fondateur de l'identité européenne, ainsi l'influence du Parlement européen peut aussi être augmentée puisqu'il serait l'organe de représentation des citoyens de l'UE.

### Domaines politiques de l'Union
Après que les compétences des Communautés européennes ne furent d'abord seulement appliquées à certains champs de politique spécifiques (le charbon et acier pour la CECA, la réduction des obstacles commerciaux avec la CEE et l'énergie nucléaire avec l'Euratom), de nouveaux domaines politiques ont de plus en plus pris une envergure européenne. Ainsi, dès les années 1970, la coordination de la politique extérieure des États membres commença et deviendra rapidement la politique étrangère et de sécurité commune ; en outre, la CEE vit ses compétences s'accroitre à des domaines tels que la politique environnementale et la politique culturelle, la protection des consommateurs, la politique monétaire et, en matière de politique intérieure, la justice. Ces extensions de compétence firent apparaitre (d'après la théorie de l'intégration néofonctionnaliste) de nouvelles nécessités résultants des degrés d'intégration précédents : ainsi le marché intérieur semblait mener à l'instauration de la libre circulation des capitaux et vers la suppression des contrôles douaniers aux frontières internes de l'Union qui entraina de nouveau la nécessité de collaborer dans le domaine de l'intérieur et de la justice qui visait elle-même à empêcher l'augmentation du crime organisé transfrontalier. De même, le marché commun rendait nécessaire l'instauration de politiques unifiées de protection du consommateur et de protection environnementale pour éviter qu'une course aux standards les moins contraignants ne commence.
À plusieurs reprises le manque de délimitations claires entre les compétences des États membres et l'Union était critiqué puisque les traités laissaient une grande marge de manœuvre quant à leur interprétation. De plus ceux-ci étaient fréquemment révisés ce qui entrainait aussi des désaccords entre les États membres quant aux compétences qui devaient être transmise à l'Union. Depuis les années 1980 notamment, le Royaume-Uni s'opposait à plusieurs reprises à la transmission de nouvelles compétences au niveau supranational. Ceci fut désigné par le concept d'Europe à deux vitesses qui conduisit à un débat sur les modèles qui devaient permettre l'intégration toujours plus poussée des États membres désireux de l'effectuer sans que les autres États membres ne soient obligés de les suivre.
Dans le système politique actuel de l'UE, l'instrument de la coopération renforcée est prévu pour cela. Ainsi, par exemple, la convention de Schengen qui avait été signé en 1995 par seulement quelques États membres a été reprise par presque tous les États de l'UE ; un autre exemple est l'euro, qui est la monnaie que d'une partie des États membres, mais qui a terme, devrait tous les englober. Cependant, parmi les dangers résultants de différents degrés d'intégration, une nouvelle séparation est crainte par les États membres actuels de l'UE car cela pourrait freiner le processus d'intégration et conduire, dans le pire des cas, à un délabrement des structures de l'Union.

### Capacité d'action et de fonctionnement politique
Parallèlement à la démocratisation de l'Union et à l'extension de ses compétences, la protection de sa capacité d'action - malgré les 28 États membres qui la composent à la suite des élargissements successifs - est l'un des motifs utilisés pour prôner une réforme du système politique de l'UE.
En effet, le nombre de plus en plus grand d'États membres implique que les actions et les prises de décisions de l'Union seront de plus en plus lourdes et difficile à prendre. Ainsi le Parlement européen verrait son efficacité réduite car le nombre d'élus ne cesserait de s'accroitre ; de même pour la Commission dont les commissaires étaient en surnombre puisqu'il y avait un commissaire par État membre. Le même phénomène se retrouvait au niveau du Conseil de l'Union européenne puisque les pourparlers, visant à trouver des compromis pour les réformes nécessaires, réclamaient l'obtention de la majorité ce qui, du fait du nombre d'États membres, restait sans succès.
Les réformes des différents traités de l'UE - et finalement le traité de Lisbonne, entré en vigueur en 2009 - y visaient permettant ainsi de réformer les institutions supranationales. Ainsi le nombre de membres au Parlement européen a été limité à 751 et au Conseil le mode de scrutin a été aménagé. De même, le nombre de commissaires a été diminué d'un tiers afin de surmonter la résistance de chaque État.
Une complication supplémentaire survint avec les candidatures d'autres États, tels les États des Balkans et la Turquie avec lesquels des négociations sur l'adhésion ont commencé (et pour la Slovénie et la Croatie, abouti). Déjà des questions avaient été soulevées quant à des élargissements vers l'est par crainte que les élargissements nuiraient à l'approfondissement de l'Union. D'un autre côté, les élargissements peuvent être menés parallèlement à des progrès raisonnables dans l'intégration.

## Élections
Les élections directs se tiennent, pour le Parlement européen, tous les cinq ans. Le Conseil et le Conseil européen est composé d'officiel nationaux élus ou désignés. La Commission n'est pas directement élue bien que les désignations du Président doivent prendre en compte le résultat des élections du Parlement.
Les élections du Parlement se font au suffrage universel de tous les citoyens européens en prenant en compte les restrictions internes de chaque État-membre (telles que l'âge ou les peines de prison). Le scrutin proportionnel plurinominal est utilisé dans chaque circonscriptions législatives européennes. Les membres du Parlement européen ne peuvent être élu nationalement, ils le sont localement dans des circonscriptions nationales ou sous nationales. Les premières élections répondant à toutes ces règles ont eu lieu en 1979.

### Partis politiques
Les partis politiques, dans les États membres, s'associent avec d'autres partis à l'idéologie proche dans les autres États au sein de parti politique européen. La plupart des partis nationaux sont membres de l'un de ces partis et il y a actuellement onze de ces partis qui sont reconnus et qui reçoivent des fonds de l'UE. Les europartis se comportent et fonctionnent, jusqu'à un certain degré, comme des partis nationaux mais seuls les plus grands (PPE, PSE, ALDE) présentent des manifestes complets pendant les campagnes pour les élections européennes.
Les partis européens sont présents dans les institutions telles que le Conseil, Commission, et Parlement, mais ils sont le plus actifs au travers de leur groupe politique au Parlement. Au début de chaque mandat parlementaire, la plupart s'organisent avec d'autres partis pour former un groupe politique. Aucun parti n'a jamais eu la majorité au Parlement, ceci n'a pas d'effet majeur en ce qu'il ne forme pas un gouvernement mais il y a habituellement une coalition qui se forme entre les deux partis majeurs pour élire le Président du Parlement européen,,.

## Principales politiques menées

### Politique sociale
La politique sociale de l'Union européenne a notamment pour objectifs :
- la hausse de l’emploi, qualité des emplois et des conditions de travail, mobilité des travailleurs, information et consultation des travailleurs ;
- la lutte contre la pauvreté et l’exclusion sociale ;
- la lutte contre les discriminations, la promotion de l’égalité entre les hommes et les femmes ;
- la modernisation des systèmes de protection sociale.

Les grandes lignes de cette politique sont retracées dans sur un « agenda social ». Le fonds européen d'ajustement à la mondialisation est l'un de ses outils.

### Affaires étrangères

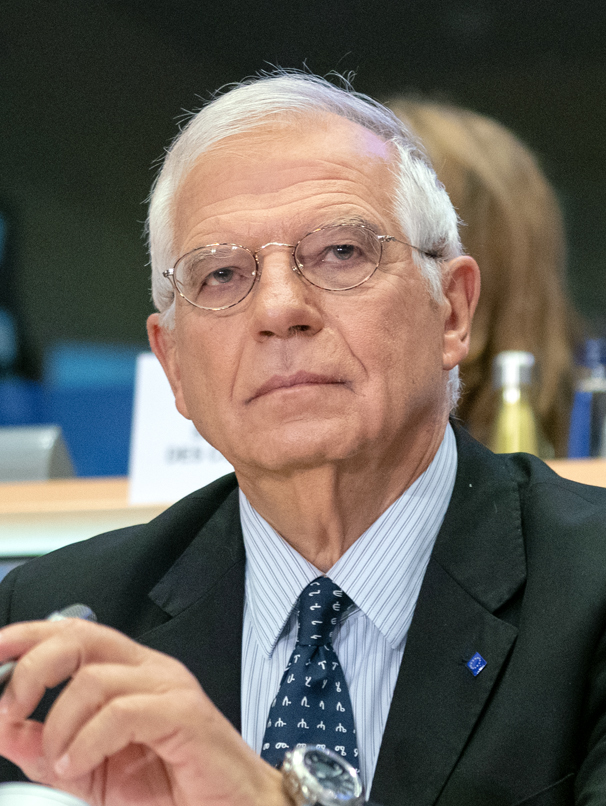
Josep Borrell, l'actuel Haut représentant.

Les Affaires étrangères de l'Union sont conduites d'une part au travers de la politique étrangère et de sécurité commune (PESC) et d'autre part au travers des négociations commerciales et économiques menées par la Commission. Le chef des diplomates de l'Union, parfois surnommé le ministre des Affaires étrangères, est le Haut représentant, poste actuellement occupé par Josep Borrell.
Toutefois, la politique étrangère est encore principalement détenue par les États membres et il y a encore des désaccords entre ceux-ci. Les tentatives non abouties de l'UE de présenter une voix commune sur la scène internationale ont parfois conduit à la maintenir hors de certaines négociations internationales.